# Too Marvelous for Words
Too Marvelous for Words est une chanson écrite par Johnny Mercer et composée par Richard A. Whiting,,,,,,. 
Elle a été présentée pour la première fois dans le film musical Ready, Willing and Able (Warner Bros., 1937),,,,,, par Ruby Keeler et Lee Dixon. Après qu'ils chantent, ils exécutent un numéro burlesque dans lequel ils tapent les paroles de cette chanson en claquant sur une machine à écrire géante,,,,.

## Sujet
Selon le livre Hit Songs, 1900-1955: American Popular Music of the Pre-Rock Era,

« Le chanteur essaie de trouver des mots assez bons pour décrire sa bien-aimée, mais il ne trouve pas ceux qui peuvent lui render justice. Elle au-delà de la description par les mots. »